# Seventh Avenue (musikgrupp)
Seventh Avenue var ett tyskt powermetalband. Medlemmarna är kristna och bandet bildades 1989. Seventh Avenue splittrades 2012.

## Medlemmar
Senaste medlemmar
- Herbie Langhans – sång, sologitarr (1989–2012)
- Mike Pflüger – trummor, slagverk (1997–2012)
- Florian Gottsleben – rytmgitarr (1999–2012)
- Markus Beck – basgitarr (2004–2012)
- Kai Mühlenbruch – gitarr (2008–2012)

Tidigare medlemmar
- Andi Gutjahr – gitarr (1999)
- Wiliam Hieb – basgitarr (1989–1999)
- Geronimo Stade — basgitarr (1999–2004)
- Louis Schock – trummor (1989–1997)

## Diskografi
Demo
- 1993 – First Strike (kassett)

Studioalbum
- 1995 – Rainbowland
- 1996 – Tales of Tales
- 1999 – Southgate
- 2003 – Between the Worlds
- 2004 – Eternals
- 2008 – Terium

EP
- 1999 – Goodbye

Singlar
- 1995 – "Children"